# Białostocki Pułk Obrony Terytorialnej
Białostocki Pułk Obrony Terytorialnej im. gen. Walerego Wróblewskiego – oddział obrony terytorialnej ludowego Wojska Polskiego.
Białostocki Pułk Obrony Terytorialnej został sformowany na podstawie rozkazu Ministra Obrony Narodowej Nr 010/OTK z dnia 6 maja 1963 roku i zarządzenia Szefa Sztabu Generalnego WP Nr 069/Org. z dnia 6 maja 1963 roku.
Jednostka została zorganizowana w terminie do dnia 30 maja 1963 roku, poza normami wojska, w garnizonie Ełk, według etatu pułku OT kategorii „B”.
Minister Obrony Narodowej rozkazem Nr 21/MON z dnia 24 kwietnia 1965 roku nadał pułkowi imię generała Walerego Wróblewskiego.
W październiku 1974 roku pułk został rozformowany.

## Struktura organizacyjna pułku
- dowództwo i sztab[4].
- 4-6 kompanii piechoty a. 3 plutony piechoty i pluton ckm
- kompania specjalna a. pluton saperów, pluton łączności i pluton chemiczny
- pluton zaopatrzenia